# كريس (لاعب كرة قدم برتغالي)
كريس (بالبرتغالية: Bruno Cristiano Conceição Carvalho Santos‏) (17 يناير 1984 في البرتغال - ) هو لاعب كرة قدم برتغالي في مركز الوسط. لعب مع نادي أستيراس تريبوليس ونادي أكاديميكا كويمبرا وAEP Paphos FC ‏ ونادي فييرينسي.

## وصلات خارجية
- كريس على موقع الاتحاد الأوربي (الإنجليزية)
- كريس على موقع قاعدة بيانات كرة القدم.إي يو (الإنجليزية)
- كريس على موقع Soccerway.com (الإنجليزية)